# 동급생 (비디오 게임)
동급생(일본어: 同級生 どうきゅうせい[*])은 1992년 12월 17일에 엘프에서 발매한 성인용 연애 시뮬레이션 게임이다.

## 개요
기본적인 줄거리는 고등학교 3학년생인 주인공이 여름방학 시작부터 중반까지 아르바이트를 하여 번 돈으로 8월 10일부터 8월 31일까지 여학생과 연애를 하는 것이다.
게임 제목은 동급생(同級生)이지만, 등장하는 여성 14명 중 9명이 주인공보다 연상이다. 또한, 기획단계에서의 제목은 졸업(卒業)이었다고 한다.

## 등장 인물

### 주인공
타쿠로우 (たくろう)
나이는 18세로, 성(姓)은 게임상 나타나 있지 않다.
사키마케 학원 (先負学園, さきまけがくえん) 3학년(고등학생)으로, 부모님의 사정으로 인하여 혼자서 생활하고 있다. 공부는 할 수는 있지만 하는 것을 싫어하기 때문에 성적은 그렇게 좋지가 않다. 학교에서 여러 문제를 일으키는 것으로 알려져 있으며, 여자를 좋아한다. 완력이 강하고 결단력도 있다.

### 등장하는 여성들

#### 동급생들
사쿠라기 마이 (桜木 舞, さくらぎ まい)
나이는 18세로, 학교 수영부에 소속되어 있으며 많은 것을 배우고 있어서 바쁘다. 부자집 딸로 학교에서 다른 사람들이 우러러 보고 있으나 본인은 이러한 것을 싫어한다. 주인공의 경쟁자인 아이하라 겐지하고는 집안끼리 아는 사이이다.
다나카 미사 (田中 美沙, たなか みさ)
나이는 18세로, 학교 육상부에 소속되어 있으며 “육상부의 밤비”라고 불린다. 남성 언어를 사용하는 등 성격이 강해 보이지만, 실은 순진한 구석도 있다. 운동신경이 발달되어 있으며 상당한 노력파이다. 여담이지만 본작의 히로인들 중에서 유일하게 후속작에도 등장한다.
구로카와 사토미(黒川 さとみ, くろかわ さとみ)
나이는 18세로 주인공과는 중학생때부터 알고 지냈으며, 터놓고 말을 할 수 있는 사이이다. 단발머리에 약간 소년의 분위기가 풍기지만 유방과 엉덩이는 충분히 풍만하다.
니시나 구루미 (仁科 くるみ, にしな くるみ)
나이는 18세로, 주인공의 친구인 사카가미 가즈야랑 사귀고 있는 사이이다. 부모님이 엄격해서 순수하며, 연애하는데도 조금 서툴다. 가끔 같은 학년인 주인공을 “선배(先輩)”라고 부르기도 한다. 순수한 사랑을 추구하나 남자친구인 가즈야는 그 구체적인 남녀 관계를 추구하고 있어서 관계가 많이 소원해졌지만 회복하고 싶은 마음도 있다. 그래서 주인공에게 자신의 연애에 대한 상담을 하는데 이를 계기로 주인공에게 매료되어 가고 있다.
개발 당시에는 주인공의 후배로 설정하려 했다고 한다.
스즈키 미호 (鈴木 美穂, すずき みほ)
나이는 18세로, 방송부 소속이다. 주인공을 예전부터 걱정하고 있다. 성격은 온화하며, 얼굴이 빨개지는 병이 있다. 꽃을 좋아해서 역 앞에 있는 꽃집에서 아르바이트를 하고 있다. 검은 스타킹을 신은 미호의 다리에 흥분한 주인공이 그녀의 얼굴에 사정을 하기도 한다. 미사와는 절친.

#### 동급생이 아닌 여성들
세리자와 요시코 (芹沢 よしこ, せりざわ よしこ)
나이는 25세로 사키마케 학원의 윤리 사회과 선생이며 주인공의 담임선생이다. 가는 은테안경과 초록색 정장 차림으로 등장하며, 성격은 지극히 깐깐하지만, 검은 팬티와 가터벨트를 즐겨입는 음탕한 일면도 있다.
사이토 아코 (斎藤 亜子, さいとう あこ)
나이는 20세로, 역 앞에 있는 약국에서 일하고 있다. 언니인 마코가 있으며 손님들에게서 언니와 함께 미인 자매라는 말을 듣는다.
사이토 마코 (斎藤 真子, さいとう まこ)
나이는 23세로, 사키마케 학원의 양호 선생이다. 여동생인 아코가 있으며 항상 가운을 걸치고 있다. 검은 팬티를 즐겨입으며 남자경험이 풍부하다.
마사키 나쓰코 (正樹 夏子, まさき なつこ)
나이는 21세로 역앞 옷가게에서 아르바이트를 하며 디자인계의 전문학교 학생이다. 야부키마치(矢吹町)의 아파트에서 혼자 생활을 하고 있으며 옷차림이나 머리스타일 및 생활 패턴이 이 게임이 개발된 당시 문란한 여대생의 모습과 가깝다. .
다마치 히로미 (田町 ひろみ, たまち ひろみ)
나이는 21세로 주인공의 집 부근에 있는 회사 후지타 제작소(藤田製作所)의 사원으로 기본적으로는 명랑하고 쾌활한 성격이나, 코스프레를 즐기고 있다. 오타쿠였던 과거에 사귀었던 후유히코(冬彦)에 대해서는 지금도 부담을 느끼고 있어 다른 연인들처럼 대낮에 당당하게 데이트를 하고 싶어한다.
신교지 레이코 (真行司 麗子, しんぎょうじ れいこ)
나이는 25세로, 주인공의 집 앞주택에 살고 있는 주부이다. 차분한 성격으로 항상 기모노 차림으로 등장한다. 남편은 일본 화도의 가원을 맡고 있으며, 집에 들어오는 일이 거의 없다. 그래서 레이코 자신은 집에서 혼자 보내고 있으며 쇼핑하는 것 말고는 외출을 하지 않는다.
사쿠마 지하루 (佐久間 ちはる, さくま ちはる)
주인공의 집 근처에 있는 단독주택에 살고 있는 여성으로 나이는 19세이다. 역 앞에서 주인공에게 헌팅되어 알게 되었으며 접대부 아르바이트의 경험을 가지고 있는데 소학생 소년들에게 항문 강간을 당한 뒤 그만둔다.
나루세 가오리 (成瀬 かおり, なるせ かおり)
나이는 20세로 고등학생 때 소학생들에게 윤간을 당한 뒤 야부키마치의 핑싸로 클럽에서 일하고 있다. 야부키마치의 고급 임대 맨션에서 혼자 살고 있다. 평소에도 화장을 진하게 하고 다닌다.
구사나기 야요이 (草薙 やよい, くさなぎ やよい)
나이는 20세로 주인공이 사는 동네 병원의 간호사이다. 용모가 화려하다.

### 남자들
주인공이 연애를 하는데 있어서 방해가 되는 인물들로 만일 특정 여성과의 연애가 실패할 경우 엔딩 직전에 해당 여성들과 사귀게 된다.
사카가미 카즈야 (坂上 一哉, さかがみ かずや)
주인공과 친구이다. 구루미의 남자친구인데 관계가 소원해지고 있으며 새로운 사랑을 하려는 목적으로 나쓰코에 눈독을 들이고 있다.
아이하라 겐지(相原 健二, あいはら けんじ)
주인공과 동급생으로, 마이를 놓고 경쟁을 한다. 재벌인 아이하라 그룹의 후계자이며, 마이하고는 집안끼리 아는 사이이다. 마이와 같이 수영부에 소속되어 있다. 사토미에 호의를 베풀고 있으나, 지금의 상태로는 짐이 될 뿐이다.
하자마 다로(間 太郎, はざま たろう)
주인공과 동급생으로 성(姓)의 끝부분과 이름 때문에 주인공에게는 “마타로(魔太郎)”로 불리며 놀림받고 있다. 연애와는 거리가 먼 전형적인 공부벌레이나, 사실은 미호를 좋아하는 것 같다.
후유히코(冬彦, ふゆひこ)
히로미의 옛 남자친구로 오타쿠이다. 성(姓)은 언급되어 있지 않다. 히로미와 사이좋게 이야기하는 주인공을 적대시하고 있다.

## 같이 보기
- 동급생 2